# Jaime Riveros
Jaime Eduardo Riveros (Quinta de Tilcoco, 27 november 1970) is een profvoetballer uit Chili die sinds 2010 onder contract staat bij Club Deportivo Palestino. Hij werd in 2001 gekozen tot Chileens voetballer van het jaar.

## Clubcarrière
Riveros speelt clubvoetbal in Chili sinds 1990. Hij begon zijn profloopbaan bij Club Deportivo O'Higgins. Zijn grootste successen beleefde hij met Santiago Wanderers.

## Interlandcarrière
Riveros speelde dertien officiële interlands voor Chili in de periode 1997-2001, en scoorde vier keer voor de nationale ploeg. Hij maakte zijn debuut in de vriendschappelijke thuiswedstrijd tegen Armenië (7-0-overwinning) op 4 januari 1997 in Viña del Mar, net als doelman Nelson Cossio en verdediger Dante Poli. Riveros luisterde zijn debuut op met twee doelpunten. Hij nam datzelfde jaar met Chili deel aan de strijd om de Copa América.
| Interlanddoelpunten | Interlanddoelpunten | Interlanddoelpunten | Interlanddoelpunten      | Interlanddoelpunten | Interlanddoelpunten | Interlanddoelpunten | Interlanddoelpunten |
| #                   | Datum               | Locatie             | Wedstrijd                | Goal(s)             | Score               | Uitslag             | Wedstrijd           |
| ------------------- | ------------------- | ------------------- | ------------------------ | ------------------- | ------------------- | ------------------- | ------------------- |
| 1                   | 04/01/1997          | Viña del Mar        | Chili – Armenië          | 68'                 | 4 – 0               | 7 – 0               | Oefenduel           |
| 2                   | 04/01/1997          | Viña del Mar        | Chili – Armenië          | 73'                 | 5 – 0               | 7 – 0               | Oefenduel           |
| 3                   | 29/01/2000          | Coquimbo            | Chili – Verenigde Staten | 57'                 | 1 – 1               | 1 – 2               | Oefenduel           |
| 4                   | 07/11/2001          | Bogotá              | Colombia – Chili         | 38'                 | 1 – 1               | 3 – 1               | WK-kwalificatie     |

## Erelijst
Santiago Wanderers
- Primera División de Chile

2001
- Chileens voetballer van het jaar

2001
 Everton de Viña del Mar
- Primera División de Chile

2008 (A)
 Deportivo Cali
- Copa Mustang

2005 (II)